# .art
art هو نطاق المستوى الأعلى العام (gTLD) في نظام اسم المجال على الإنترنت. بدأت اتفاقيَّة تسجيله في 24 مارس 2016.

## استخدام
تخلَّى معهد الفنون المعاصرة ‏ عن نطاق الويب «ica.org.uk» من أجل «ica.art». ويقول المجلس «إنَّ هذهِ الخطوة قد تتبع قريبا في مؤسسات فنية مرموقة أُخرى في جميع أنحاء العالم، بما في ذلك تيت في لندن، غاغينهايم في نيويورك، ومركز بومبيدو في باريس، ومتحف مقاطعة لوس أنجلوس للفنون (لاكما) في لوس أنجلوس».

## التاريخ
مَنَحَ مكتب الولايات المتحدة لبراءات الاختراع والعلامات التجارية براءة الاختراع رقم 10,805,263 إلى الشركة، التي تُشَغِّل سجل أسم النطاق .art حَيثُ تَقدَّمت الشركة بطلب براءة الاختراع في يونيو 2017 وتَمَّ منحها لها في 2020.

## وصلات خارجيَّة
- الموقع الرسمي